# Korei
Kōrei, född 342 f.Kr., död 215 f.Kr., var regerande kejsare av Japan mellan 290 f.Kr. och 215 f.Kr.